# Baia Zaščitnaja
La baia Zaščitnaja (in russo Защитная бухта?; in finlandese Suomenvedenpohja) è una baia interna del mar Baltico, all'estremità nord-orientale della baia di Vyborg nel golfo di Finlandia. Dal punto di vista amministrativo l'insenatura fa parte del territorio della città di Vyborg, nel Vyborgskij rajon dell'oblast' di Leningrado.

## Geografia
La baia Zaščitnaja, il cui ingresso è quasi completamente chiuso dalla grande isola Tverdyš (остров Твердыш) che la separa dalla baia di Vyborg, si trova a nord della città di Vyborg. Il canale Saimaa ha inizio nella parte settentrionale della baia Zaščitnaja. All'interno della baia si trovano le isole Bylinny (остров Былинный), Ljudvigštajn (Людвигштайн), Dvojnik (остров Двойник) e alcune isolette minori. La fortezza di Vyborg si trova sull'isola Zamkovyj (Замковый остров) nello stretto di fronte a Vyborg.

## Storia
Nel medioevo il fiume Vuoksi (in russo Vuoksa) aveva uno sbocco nella baia, ma si seccò poco a poco a causa del reinnalzamento post-glaciazione e si seccò definitivamente nel 1857. Nel 1856 è stato inaugurato il canale Saimaa (iniziato a costruire nel 1845), che collega la baia Zaščitnaja alla baia Novinskij (бухта Новинский) e al lago Saimaa. La baia Zaščitnaja fino al 1944 apparteneva alla Finlandia.

Il canale Saimaa